# 戀胸

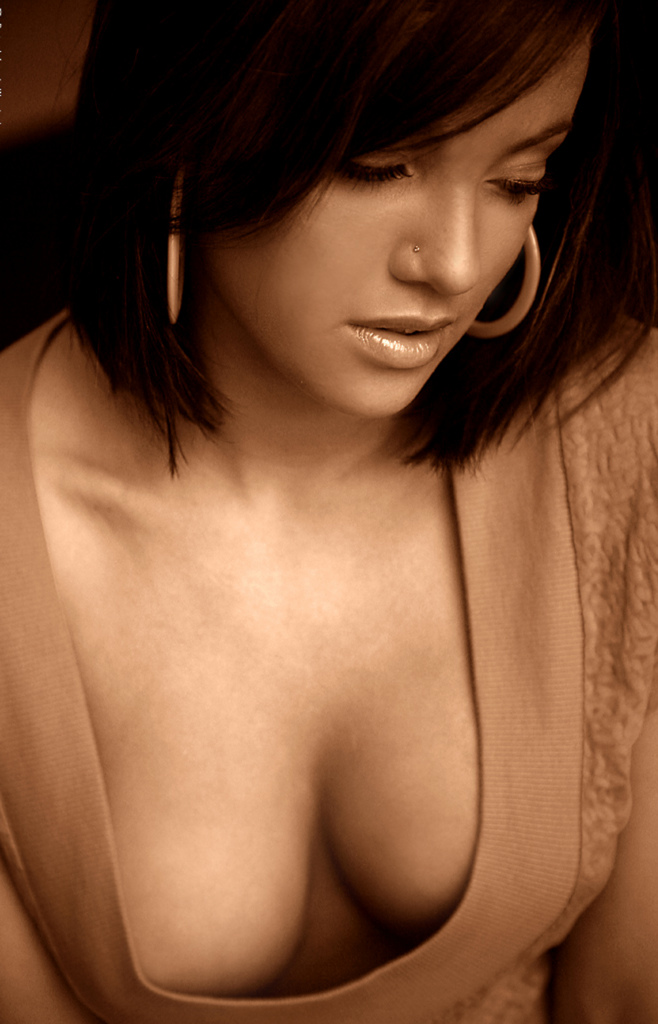
女性的乳房

戀胸，又稱戀乳，在狹義上是指對女性的胸部、乳房或乳溝有特殊迷恋，也被為恋胸情节或恋乳情节，是戀物傾向的一種，故又稱為恋胸傾向或恋胸癖。對於具有恋胸心理或行为的人，可称作恋胸者。然而在廣義上，也包括對穿著於乳房的服飾在內，如胸罩、胸衣、吊帶背心、馬甲內衣，當恋胸者對這類的服飾感到興趣時，就會產生迷恋反應與行為。
恋胸絕大多數見於男性，多指男異性戀者对女性胸部的強烈興趣，但也有同性戀的戀胸者。恋胸者并不一定是同性恋或異性戀，只是描述對他人胸部特别偏好或迷戀，对其他身體部位則並未評論。

## 科學的解釋
科學家認為乳房帶來的性吸引力是其第二性徵的表現。例如動物學家及行为学家德斯蒙德·莫利斯認為乳溝是一個模仿臀溝的性訊號，依照莫利斯在《裸猿》一書所提到，臀溝是人類獨特的特徵，其他靈長類動物的臀部明顯平坦許多。演化心理學家認為人類女性持續隆起的乳房，不同於其他灵长目只在排卵時乳房才會漲大，因此讓人類女性「即使不是在受孕期，也可以吸引男性的注意力以及對她的投資。」。
有些學者認為戀胸是一種隨著社會而傳播的文化基因，乳房從母性的機能演變成性的象徵。在十九世紀的一些臨床文獻中，把乳房作為性焦點會視為是性倒錯，不過現代對這様的注意認為是正常的，是身体恋癖的一種，除非出現一些異常的行為才算是性倒錯。

## 其他觀點

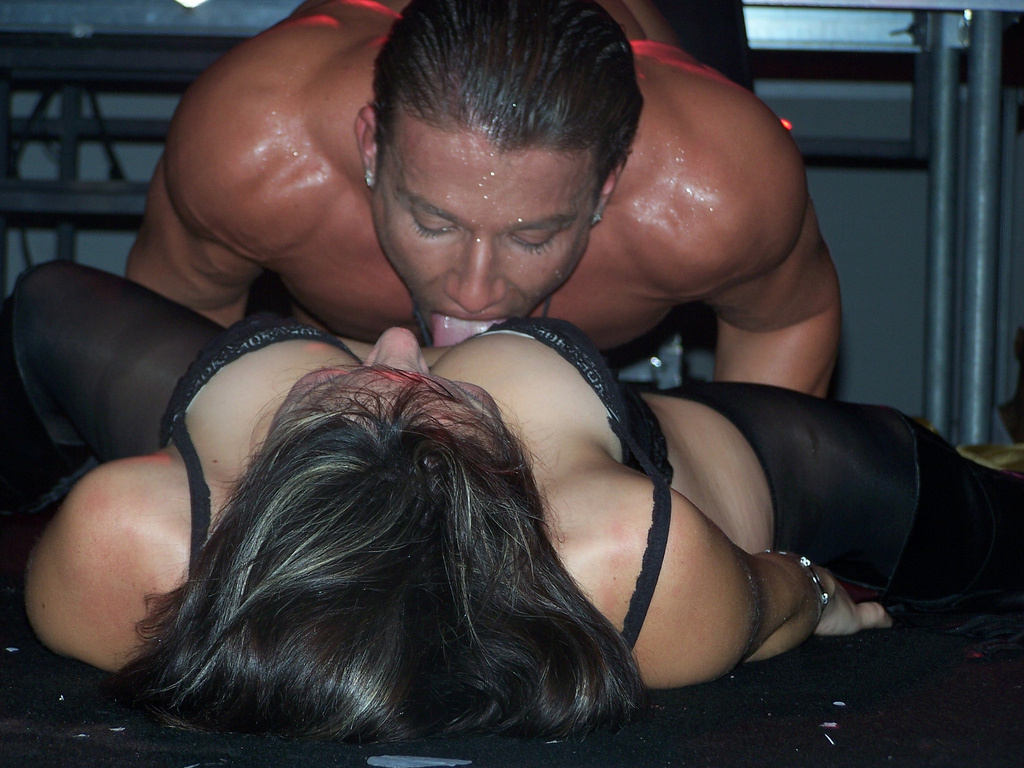
雖然大多數男性會對女性的乳房感到興趣，但有少數男性在心理上會產生特殊迷戀，甚至於會超出常人而陷入病態性癖好。

「戀胸」一詞也用在民族誌及女性主義的內容中，描述社會中有專門關於乳房的文化，多半是是將乳房視為是性對象。有些女性主義認為戀胸的出現可以追溯到新石器時代加泰土丘女神神殿（位在現今的土耳其）。在1960年的考古发掘發現神殿的墙壁是用許多的乳房作為裝飾。伊丽莎白·古尔德·戴维斯認為這些乳房（及菲勒斯）被當地的女性視為是母性的工具，但是是在一個重男輕女的革命之後，男性一方面有菲勒斯的崇拜，又有戀胸的情節。這些器官「獲得了他們賦與的，在情色上的重要性。」。
有些美國的作者提出對女性乳房的注意是種恋物癖，而且是種典型美國式的戀物癖，在美國很容易找到戀胸的情形。

## 延伸閱讀
- Glazier, Stephen D.; Flowerday, Charles, , Greenwood Publishing Group, 2003, ISBN 9780313300905
- Latteier, Carolyn, , Haworth Press, 1998, ISBN 9780789004222